# Campiglossa kangdingensis
Campiglossa kangdingensis
 es una especie de insecto díptero que Wang describió científicamente por primera vez en el año 1996.
Esta especie pertenece al género Campiglossa de la familia Tephritidae.